# Pont-de-Metz
Pont-de-Metz är en kommun i departementet Somme i regionen Hauts-de-France i norra Frankrike. Kommunen ligger i kantonen Amiens 7e (Sud-Ouest) som tillhör arrondissementet Amiens. År 2022 hade Pont-de-Metz 2 440 invånare.

## Befolkningsutveckling
Antalet invånare i kommunen Pont-de-Metz
| Referens: INSEE |